# Songjiang Xincheng
Songjiang Xincheng (chiń. 松江新城站) – stacja początkowa metra w Szanghaju, na linii 9. Zlokalizowana jest przed stacją Songjiang Daxuecheng. Została otwarta 29 grudnia 2007.